# 第61回全国社会人サッカー選手権大会
第61回全国社会人サッカー選手権大会（だい61かいぜんこくしゃかいじんサッカーせんしゅけんたいかい）は、2025年（令和7年）10月11日から10月15日まで青森県で開催される予定の全国社会人サッカー選手権大会。第80回国スポのテストイベントも兼ねている。

## 主催・主管
主催
- 公益財団法人日本サッカー協会
- 一般財団法人全国社会人サッカー連盟
- 八戸市、十和田市、五戸町、南部町
- 五戸町教育委員会、南部町教育委員会
- 青の煌めきあおもり国スポ・障スポ八戸市実行委員会
- 青の煌めきあおもり国スポ・障スポ十和田市実行委員会
- 青の煌めきあおもり国スポ五戸町実行委員会
- 青の煌めきあおもり国スポ南部町実行委員会

主管
- 一般社団法人青森県サッカー協会
- 青森県社会人サッカー連盟

後援
- 青森県
- 青森県教育委員会
- 公益財団法人青森県スポーツ協会
- 八戸市スポーツ協会、一般財団法人十和田市スポーツ協会、五戸町スポーツ協会、南部町スポーツ協会

## 大会要項
本大会は以下の方式で行われる。
- 以下の方式で選考された32チームによるノックアウトトーナメントで実施される。
  - 全国9地域社会人サッカー連盟に対して、1チームの出場枠を割り当てる。（計9チーム）
  - 前年度（2024年度）各地域の全社連登録数により、22チーム分の出場枠を比例配分で割り当てる。
  - 開催都道府県サッカー協会に1チームの出場枠を割り当てる。
- 試合は40分ハーフで行われる。決着しない場合は直ちにPK戦を行う。
- 選手交代枠は5人。
- 上位4チームのうち、各地域サッカー最上位リーグ2位以下のチームで、且つ日本フットボールリーグ (JFL)へ入会を希望するチーム（最大3チーム）に全国地域サッカーチャンピオンズリーグ2025への出場権を付与。

## 会場
八戸市
- プライフーズスタジアム
- 八戸市東陸上競技場
- 八戸市南郷陸上競技場

十和田市
- 十和田市高森山総合運動公園
  - 球技場
  - 人工芝多目的グラウンド

五戸町
- 五戸町ひばり野公園陸上競技場

南部町
- ふるさと運動公園陸上競技場

## 出場チーム
- は、地域最上位リーグ優勝チーム（地域CL出場権獲得済み）
- 無色は、地域最上位リーグに所属するチーム（当大会4位以内入賞かつJFL参入を希望する場合、最大3チームまで地域CL出場権を獲得）
- は、地域2部リーグ以下に所属するチーム（当大会4位以内入賞しても地域CLに参加資格が無いチーム）

| 地域              | 出場枠数 | チーム名                    | 所属リーグ |
| ----------------- | -------- | --------------------------- | ---------- |
| 開催地 （青森県） | 1        | ブランデュー弘前FC          | 東北1部    |
| 北海道            | 2        | 北海道十勝スカイアース      | 北海道     |
| 北海道            | 2        | ASC北海道                   | 北海道     |
| 東北              | 2        | コバルトーレ女川            | 東北1部    |
| 東北              | 2        | 一目千本桜FC feat. S.U.F.T. | 東北1部    |
| 関東              | 7        | VONDS市原FC                 | 関東1部    |
| 関東              | 7        | 東京23FC                    | 関東1部    |
| 関東              | 7        | 東邦チタニウム              | 関東1部    |
| 関東              | 7        | 南葛SC                      | 関東1部    |
| 関東              | 7        | 桐蔭横浜大学FC              | 関東1部    |
| 関東              | 7        | 厚木はやぶさFC              | 関東2部    |
| 関東              | 7        | 東京国際大学FC              | 関東2部    |
| 北信越            | 2        | 福井ユナイテッドFC          | 北信越1部  |
| 北信越            | 2        | 富山新庄クラブ              | 北信越1部  |
| 東海              | 4        | Vencedor Mie United Club    | 東海1部    |
| 東海              | 4        | FC.ISE-SHIMA                | 東海1部    |
| 東海              | 4        | 中京大学FC                  | 東海1部    |
| 東海              | 4        | FC刈谷                      | 東海1部    |
| 関西              | 5        | アルテリーヴォ和歌山        | 関西1部    |
| 関西              | 5        | FC BASARA HYOGO             | 関西1部    |
| 関西              | 5        | Cento Cuore HARIMA          | 関西1部    |
| 関西              | 5        | 守山侍2000                  | 関西1部    |
| 関西              | 5        | AS.Laranja Kyoto            | 関西1部    |
| 中国              | 3        | 福山シティFC                | 中国       |
| 中国              | 3        | SRC広島                     | 中国       |
| 中国              | 3        | ベルガロッソいわみ          | 中国       |
| 四国              | 2        | FC徳島                      | 四国       |
| 四国              | 2        | レベニロッソNC              | 四国       |
| 九州              | 4        |                             |            |
| 九州              | 4        |                             |            |
| 九州              | 4        |                             |            |
| 九州              | 4        |                             |            |